# Stora Orsen
Stora Orsen är en sjö i Borlänge kommun och Gagnefs kommun i Dalarna och ingår i Dalälvens huvudavrinningsområde. Sjön har en area på 0,16 kvadratkilometer och ligger 326,4 meter över havet.

## Delavrinningsområde
Stora Orsen ingår i det delavrinningsområde (671201-146698) som SMHI kallar för Ovan VDRID = 672632-158939 i Dalälvens vattendrag*. Medelhöjden är 253 meter över havet och ytan är 28,89 kvadratkilometer. Räknas de 1929 avrinningsområdena uppströms in blir den ackumulerade arean 21 077,18 kvadratkilometer. Avrinningsområdets utflöde Dalälven (Österdalälven) mynnar i havet. Avrinningsområdet består mestadels av skog (70 procent). Avrinningsområdet har 0,79 kvadratkilometer vattenytor vilket ger det en sjöprocent på 2,7 procent. Bebyggelsen i området täcker en yta av 2,05 kvadratkilometer eller 7 procent av avrinningsområdet.